# Рыдет, Зофья
Зофия Рыдет (5 мая 1911[…], Станиславов, Королевство Галиции и Лодомерии, Австро-Венгрия — 24 августа 1997, Гливице, Катовицкое воеводство) — польская фотохудожница, наиболее известная своим проектом «Социологическая запись», целью которого было документирование каждого домохозяйства в Польше. Она начала работать над ним в 1978 году в возрасте 67 лет и до своей смерти в 1997 году сделала около 20 000 фотографий. Многие изображения остались непроявленными. На фотографиях представлены, в основном, портреты детей, мужчин, женщин, пар, семей и пожилых людей среди их вещей. Рыдет обычно фотографировала объекты прямо, используя широкоугольный объектив и вспышку.

## Ранняя жизнь и образование
Рыдет родилась в Станиславове. Она ходила в Główna Szkoła Gospodarcza Żeńska в Снопкове. В молодости у неё было несколько специальностей, например, она работала в польском туристическом бюро Orbis и управляла магазином канцелярских товаров.
В середине жизни она вновь увлеклась фотографией. В 1954 году она присоединилась к Гливицкому фотографическому обществу и улучшила свои навыки.

## Работа
В 1961 году у Рыдет прошла крупная выставка фотографий под названием Mały człowiek («Маленький человек»). Выставкой Рыдет хотела показать, что у детей, как и у взрослых, в жизни были и хорошие, и плохие переживания. Она также хотела показать, как социальные проблемы и политика могут влиять на детей. Рыдет хотела показать детей вне контекста стереотипа беззаботных созданий, показать их как людей.
В 1965 году работы с этой выставки были собраны в книгу под редакцией Войцеха Замечника. В том же году она стала членом Союза польских фотохудожников.
В «Czas prezemianija» («Ход времени», 1963—1977) Рыдет изображает достоинство и изящество старости в серии интимных портретов. В 1976 году Рыдет была удостоена награды Международной федерации фотографического искусства (EFIAP).
В 1978 году Рыдет начала работу над «Zapis Socjologiczny» («Социологическая запись»). Проект состоит из тысяч неформальных чёрно-белых фотографий, сделанных в обычных домах по всей Польше, особенно в Подгале, Верхней Силезии и Сувалках.
В последние годы своей жизни, поскольку она стала слишком слаба, чтобы путешествовать с фотоаппаратом, Рыдет обратилась к фотоколлажу как к средству и изменяла свои фотографии, разрезая их и добавляя пуговицы, ткань и засушенные цветы.
Рыдет умерла в Гливице 24 августа 1997 года.

## Наследие
Первая крупная выставка Социологической записи Рыдет состоялась в 2015 году в Варшавском музее современного искусства и в Национальной галерее Же-де-Пом замка Тур.

## Коллекции
Её фотографии можно найти в постоянных коллекциях Музея современного искусства в Нью-Йорке, Чикагского института искусств, Центра Помпиду в Париже и Национального музея современного искусства в Киото.